# Гюстров
Гю́стров (нем. Güstrow [ˈgʏstroː]) — город в Германии, районный центр, расположен в земле Мекленбург-Передняя Померания.
Входит в состав района Росток. Население составляет 30,4 тыс. человек (2009); в 2003 г. — 31,6 тысяч. Занимает площадь 70,86 км². Официальный код — 13 0 53 031.
Входит в сеть ростокского S-Bahn.

## Название
Город имеет славянскую этимологию, восходящую к одному из обозначений ящерицы сербохорв. Gušteri

## Достопримечательности
- Гюстровский замок
- В 1998 году на южной окраине Гюстрова сооружено музейное здание, где хранится около 2000 набросков, рукописей и около 400 скульптур выдающегося немецкого скульптора Эрнста Барлаха, который прожил в Гюстрове с 1910 года до самой смерти в 1938 году.

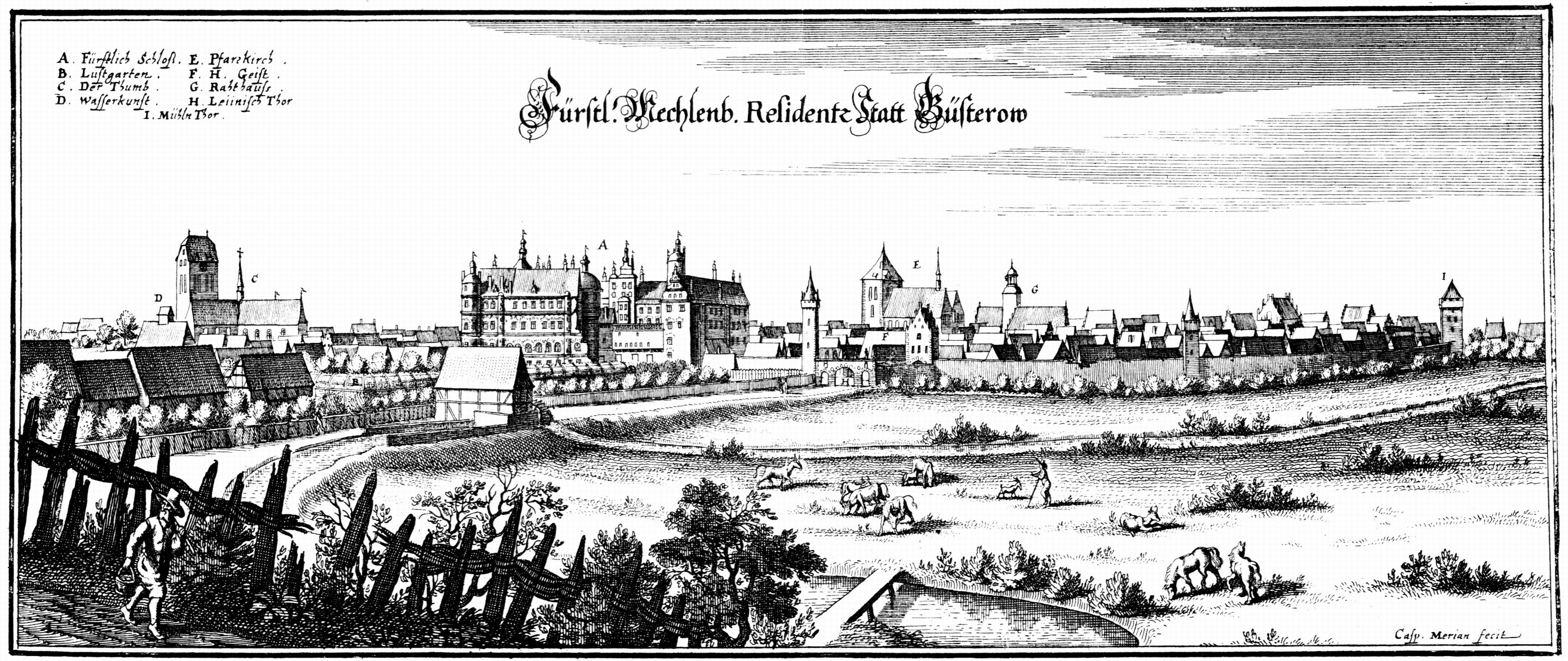
Гюстров

- Монастырская школа
- Кафедральный собор
- Ратуша
- Приходская церковь

## Известные уроженцы
- Габиллон, Людвиг (1828—1896) — немецкий актёр, режиссёр, театральный деятель.
- Дарьес, Иоахим-Георг (1714—1791) — немецкий юрист и философ, экономист, лютеранский теолог, педагог, один из деятелей философского просвещения в Германии эпохи Просвещения.
- Тарнов, Франциска Христиана Иоганна Фридерика (1779—1862) — германская писательница и переводчица[2].